# Ve vězení dobře, doma nejlíp
Ve vězení dobře, doma nejlíp (v anglickém originále Orange Is the New Yellow) je 22. díl 27. řady (celkem 596.) amerického animovaného seriálu Simpsonovi. Scénář napsal Eric Horsted a díl režíroval Chris Clements. V USA měl premiéru dne 22. května 2016 na stanici Fox Broadcasting Company a v Česku byl poprvé vysílán 28. září 2016 na stanici Prima Cool.

## Děj
Homer odjíždí na víkend z elektrárny, protože slíbil Marge, že bude doma na večeři. Při odchodu ho však pan Burns požádá o pomoc při opravě díry ve zdi pomocí plakátu „Bezpečnost především“ a jeho vyvážení olovnicí, což je postup, jenž trvá několik hodin. 
Doma má Marge problémy s péčí o děti. Snaží se pomoci Líze se školním projektem a nakrmit Maggie. Maggie však vysype jídlo po celém pokoji. Bart se nabídne, že Marge pomůže nepořádek uklidit, ale nakonec způsobí ještě větší nepořádek čisticími prostředky. Frustrovaná Marge ho požádá, aby si šel hrát ven. Bart jde do Springfieldského parku, kde si Martinova matka Martha uvědomí, že nemá dozor, a zavolá policii. Policisté odvedou Barta domů a zatknou Marge za zanedbávání syna. 
Marge je odsouzena na tři měsíce vězení. Uvědomí si však, že by se jí tento čas hodil, aby si odpočinula od stresu, který jí přináší práce v domácnosti. Homer má mezitím problémy s péčí o děti, ale někteří obyvatelé Springfieldu (zejména Ned Flanders) si uvědomí, že prochází těžkým obdobím, a rozhodnou se mu pomoci. 
Ve vězení se Marge podaří dobře zapadnout. Používá své vlasy jako zbraň proti šikaně a najde si několik přátel. Homer si najme modrovlasého právníka, který zjistí, že Marge nemohla být zatčena kvůli právnické chybě, a tak je propuštěna. Marge však není připravena vrátit se ke všem povinnostem, které jí přináší bytí v domácnosti, a tak vystřelí z pistole jednoho z dozorců a vyslouží si další dva měsíce ve vězení. 
Homer, deprimovaný Marginou neochotou vrátit se domů, přísahá, že se kvůli ní stane dokonalým mužem v domácnosti, a představuje si černobílý scénář, v němž on je oblečený jako žena a Marge v obleku chodí do práce. Mezitím ostatní rodiče berou Margin postoj jako varování a rozhodnou se své děti přehnaně chránit až do té míry, že je každý z nich střídavě bere všechny na procházku na vodítku. Když se Homerova procházka zvrtne, děti už mají postoje rodičů dost a rozhodnou se vplížit do parku, aby se pobavily samy. Zábavu jim však zkazí tornádo, jež je dostane na strom. Mezitím si Marge uvědomí, že i jí se stýská po rodině, když jí ji všechno začne připomínat, a omylem způsobí hromadný útěk z vězení. Uprostřed chaosu najde Homera v přestrojení za vězeňského dozorce, jenž ji chce zachránit. Oba bezpečně uniknou, protože policie je příliš zaneprázdněná řešením zmatku způsobeného tornádem, než aby se obtěžovala jít po vězeňkyních. 
Brzy Homer a Marge dorazí domů, kde se společně s celou rodinou obejmou.

## Přijetí
Díl dosáhl ratingu 1,1 a sledovalo ho 2,54 milionu diváků, čímž se stal druhým nejsledovanějším pořadem na stanici Fox po Griffinových.
Dennis Perkins z The A.V. Clubu udělil epizodě známku C+, když prohlásil: „Díl je… nevýrazný? Povrchní? Fajn? Je fajn. Na okraj se u něj člověk zasměje… Je v něm satirický osten celého úhlu pohledu na ‚přehnaně chráněné děti‘, který zjevně trochu zaměstnal scenáristy… (Epizoda je prvním dílem, jejž napsal scenárista Futuramy Eric Horsted.) Ale myšlenka, že springfieldský soudní systém by to přehnal s tím, že by na Marge vytáhl zbraň a poslal ji do vězení, je dostatečně věrohodná na to, aby byla rozrušující… A v celém díle je spolehlivé množství ujetých gagů, které z něj dělají nenáročně příjemný způsob, jak zabít půlhodinu.“.